# INTRODUCING
「INTRODUCING」（イントロデューシング）は、日本のア・カペラボーカルグループ、SMOOTH ACEの4枚目のミニ・アルバム。2003年4月16日に TOSHIBA EMIからリリースされ、4曲を収録。

## 収録曲
特記以外作詞：森雪之丞、作曲：重住ひろこ　コーラス・アレンジ：SMOOTH ACE
1. 逢いたいね　6:25
編曲：小原礼
2. 存在　5:27
編曲：富樫春生
3. I Don’t Want To Miss A Thing　4:13
作詞・作曲：ダイアン・ウォーレン　編曲：徳澤青弦
4. Human　3:38
作詞：James Harris　作曲：Terry Lewis　編曲：徳澤青弦

## 参加
重住ひろこ、岡村玄、平慎也、李眞姫（vo, cho）／青山純、山木秀夫（d）／小原礼（b）／土方隆行（g）／富樫春生（kb）／中村哲（kb,sax）／徳澤青弦（Vc）／杉野裕（Vl）／平松良太（pf）

## スタッフ
レコーディング／ミキシング・エンジニア：加藤博実、マスタリング・エンジニア：相川洋一

## 配信
発売日：2013-7-10